# Jessica Iborra i Bermúdez
Jessica Iborra Bermúdez (Barcelona, 1985) és una jugadora de softbol catalana.
Formada com a interior al FC Barcelona, CBS Gavà i al CAR de Sant Cugat, va debutar en categories estatals amb el Club Beisbol Viladecans. Entre 2002 i 2008 hi va guanyar sis Campionats de Catalunya (2002-08) sis Lligues Nacionals (2002-07) i quatre Copes de la Reina (2003-05 i 2007). Després de la seva expulsió del club, va formar part del Club Softbol Viladecans amb el qual va aconseguir dos Campionats de Catalunya (2009 i 2010) tres Lligues espanyoles (2010-12) i tres Copes de la Reina (2010-12). Després de la fusió del club amb el Club de Beisbol i Softbol Sant Boi, va aconseguir un campionat de Lliga (2013) i quatre Copes da la Reina (2013-16). Internacional amb la selecció espanyola de softbol, va proclamar-se campiona d'Europa B el 2007, essent escollida millor jugadora del torneig. També va competir al torneig preolímpic per participar en els Jocs Olímpics de Tokio 2020

## Palmarès
Clubs
- 10 Campionats de Catalunya de softbol: 2002, 2004, 2005, 2006, 2007,2008, 2009, 2010, 2016 i 2017
- 10 Lligues espanyoles de softbol: 2002, 2003, 2004, 2005, 2006, 2007, 2010, 2011, 2012 i 2013
- 11 Copes espanyoles de softbol: 2003, 2004, 2005, 2007, 2010, 2011, 2012, 2013, 2014, 2015 i 2016

Selecció espanyola
- 1 medalla d'or al Campionat d'Europa B de softbol: 2007